# Myriophyllum sparsiflorum
Myriophyllum sparsiflorum är en slingeväxtart som beskrevs av John Wright. Myriophyllum sparsiflorum ingår i släktet slingor, och familjen slingeväxter. Inga underarter finns listade i Catalogue of Life.